# 斯克林群島
65°1′S 63°43′W / 65.017°S 63.717°W
斯克林群島是南極洲的群島，位於葛拉漢地西岸對開海域，從阿古達角延伸至希登灣入口處，寬2.8公里，首次由比利時探險隊繪入地圖。